# Kessler Edwards
Kessler Donovan Edwards (Glendale, California; 9 de agosto de 2000) es un jugador de baloncesto estadounidense que pertenece a la plantilla de los Dallas Mavericks de la NBA, con un contrato dual que le permite jugar también en su filial de la G League, los Texas Legends. Con 2,01 metros de estatura, juega en la posición de alero.

## Trayectoria deportiva

### Universidad

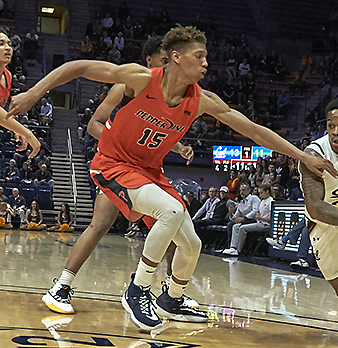
Edwards con Pepperdine en 2019.

Jugó tres temporadas con los Waves de la Universidad Pepperdine, en las que promedió 13,3 puntos, 6,5 rebotes, 1,2 asistencias, 1,3 tapones y 1,1 robos de balón por partido. En su primera temporada fue incluido en el mejor quinteto freshman de la West Coast Conference, tras promediar 9,8 puntos y 5,4 rebotes por partido.
Al año siguiente fue incluido en el segundo mejor quinteto de la conferencia, y ya en su temporada júnior, tras haber llevado a su equipo a la consecución del College Basketball Invitational donde fue elegido MVP, acabó promediando 17,2 puntos y 6,8 rebotes, apareciendo en el mejor quinteto de la WCC.
El 23 de abril de 2021, Edwards se declaró elegible para el draft de la NBA, renunciando a su elegibilidad universitaria restante.

#### Estadísticas
| Año     | Equipo     | PJ | PT | MPP  | %TC  | %3P  | %TL  | RPP | APP | ROB | TPP | PPP  |
| ------- | ---------- | -- | -- | ---- | ---- | ---- | ---- | --- | --- | --- | --- | ---- |
| 2018–19 | Pepperdine | 34 | 27 | 28.8 | .438 | .370 | .694 | 5.4 | 1.0 | 1.1 | 1.0 | 9.8  |
| 2019–20 | Pepperdine | 31 | 31 | 32.7 | .471 | .437 | .761 | 7.4 | 1.5 | .9  | 1.8 | 13.6 |
| 2020–21 | Pepperdine | 27 | 26 | 33.9 | .491 | .378 | .876 | 6.8 | 1.2 | 1.0 | 1.2 | 17.2 |
| Total   | Total      | 92 | 84 | 31.6 | .469 | .395 | .789 | 6.5 | 1.2 | 1.0 | 1.3 | 13.3 |

### Profesional
Fue elegido en la cuadragésimo cuarta posición del Draft de la NBA de 2021 por los Brooklyn Nets, equipo con el que firmó un contrato dual que le permite jugar también en el filial de la G League, los Long Island Nets. El 7 de abril de 2022, renueva con un contrato estándar con los Nets. El 6 de julio, renueva con los Nets.
Durante su segunda temporada en Brooklyn, el 7 de febrero de 2023, es traspasado a Sacramento Kings a cambio de los derechos de David Michineau.
El 27 de agosto de 2024 firmó un contrato dual con los Dallas Mavericks de la NBA y su filial de la G League, los Texas Legends.

## Estadísticas de su carrera en la NBA

### Temporada regular
| Año     | Equipo     | PJ  | PT | MPP  | %TC  | %3P  | %TL  | RPP | APP | ROB | TPP | PPP |
| ------- | ---------- | --- | -- | ---- | ---- | ---- | ---- | --- | --- | --- | --- | --- |
| 2021-22 | Brooklyn   | 48  | 23 | 20.6 | .412 | .353 | .842 | 3.6 | .6  | .6  | .5  | 5.9 |
| 2022-23 | Brooklyn   | 14  | 1  | 5.7  | .250 | .167 | .500 | 1.0 | .1  | .2  | .1  | 1.1 |
| 2022-23 | Sacramento | 22  | 3  | 13.9 | .435 | .349 | .769 | 2.1 | 1.0 | .5  | .2  | 3.9 |
| 2023-24 | Sacramento | 54  | 0  | 5.1  | .415 | .385 | .556 | .8  | .3  | .2  | .1  | 1.7 |
| 2024-25 | Dallas     | 40  | 18 | 15.2 | .496 | .407 | .923 | 2.9 | 1.1 | .5  | .5  | 4.2 |
| Total   | Total      | 178 | 45 | 12.7 | .428 | .260 | .786 | 2.2 | .6  | .4  | .3  | 3.6 |

### Playoffs
| Año   | Equipo     | PJ | PT | MPP | %TC | %3P | %TL | RPP | APP | ROB | TPP | PPP |
| ----- | ---------- | -- | -- | --- | --- | --- | --- | --- | --- | --- | --- | --- |
| 2022  | Brooklyn   | 2  | 0  | 3.5 | —   | —   | —   | .0  | .5  | .5  | .0  | .0  |
| 2023  | Sacramento | 6  | 0  | 1.2 | —   | —   | —   | .2  | .0  | .0  | .0  | .0  |
| Total | Total      | 8  | 0  | 1.8 | —   | —   | —   | .1  | .1  | .1  | .0  | .0  |